# YouTube Music Awards
O YouTube Music Awards (abreviado como YTMA) foi uma premiação apresentada pelo YouTube para homenagear os melhores vídeos musicais.

## História
A edição de 2013 do YTMA foi realizada no Pier 36 de Nova Iorque e foi transmitida ao vivo pelo Youtube.com/YTMA. Alguns artistas notáveis, incluindo Arcade Fire, Lindsey Stirling & Pentatonix, Tyler, The Creator, M.I.A., Lady Gaga e Eminem, se apresentaram.
Os fãs puderam votar em cada categoria, postando links específicos do Youtube.com/YTMA em suas páginas no Facebook, Google+ ou Twitter. O vídeo com o maior número de postagens em cada categoria foi o vencedor.

## Lista de cerimônias
| Ano  | Data          | Local   | Cidade sede | Apresentador(es)                 | Principal patrocinador |
| ---- | ------------- | ------- | ----------- | -------------------------------- | ---------------------- |
| 2013 | 3 de novembro | Pier 36 | Nova Iorque | Jason Schwartzman e Reggie Watts | Kia                    |

## Categorias
- Revelação do YouTube: Macklemore & Ryan Lewis
- Resposta do Ano: Lindsey Stirling & Pentatonix – Radioactive
- Inovação do Ano: DeStorm – See Me Standing
- Fenômeno do YouTube: I Knew You Were Trouble
- Vídeo do Ano: Girls' Generation – I Got A Boy
- Artista do Ano: Eminem[3]